# Saint-Martin-d'Abbat
Pour les articles homonymes, voir Saint-Martin.
Saint-Martin-d'Abbat est une commune française, située dans le département du Loiret en région Centre-Val de Loire.
La commune est située dans le périmètre de la région naturelle du Val de Loire inscrit au patrimoine mondial de l'UNESCO.

## Géographie

### Localisation

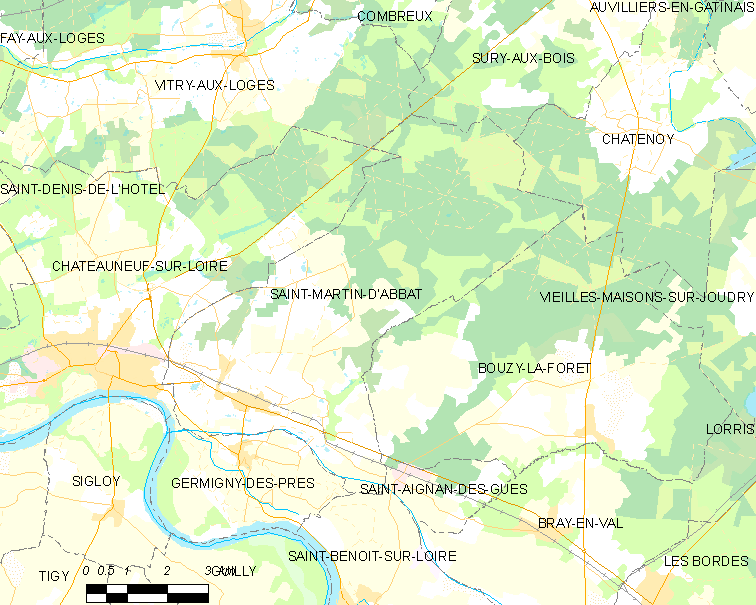
Carte de la commune de Saint-Martin-d'Abbat et des communes limitrophes

La commune de Saint-Martin-d'Abbat se trouve dans le centre du département du Loiret, dans la région agricole de l'Orléanais et l'aire urbaine d'Orléans.  À vol d'oiseau, elle se situe à 27,3 km  d'Orléans, préfecture du département, et à 3,5 km de Châteauneuf-sur-Loire, ancien chef-lieu du canton dont dépendait la commune avant mars 2015. La commune fait partie du bassin de vie de Châteauneuf-sur-Loire.
Les communes les plus proches sont : Germigny-des-Prés (1,3 km), Châteauneuf-sur-Loire (3,5 km), Sigloy (4 km), Saint-Aignan-des-Gués (4,4 km), Guilly (6 km), Saint-Benoît-sur-Loire (6,1 km), Neuvy-en-Sullias (7 km), Ouvrouer-les-Champs (7 km), Bray-en-Val (8 km) et Bouzy-la-Forêt (8,3 km).

### Lieux-dits et écarts
Les Brosses, les Places, Roland, la Croix Bain, les Chaîntres, le Haut des Bordes, Malassis.

### Géologie et relief

#### Géologie
La commune se situe dans le sud du Bassin parisien, le plus grand des trois bassins sédimentaires français. Cette vaste dépression, occupée dans le passé par des mers peu profondes et des lacs, a été comblée, au fur et à mesure que son socle s’affaissait, par des sables et des argiles, issus de l’érosion des reliefs alentours, ainsi que des calcaires d’origine biologique, formant ainsi une succession de couches géologiques.
Les couches affleurantes sur le territoire communal sont constituées de formations superficielles du Quaternaire et de roches sédimentaires datant du Cénozoïque, l'ère géologique la plus récente sur l'échelle des temps géologiques, débutant il y a 66 millions d'années. La formation la plus ancienne est des sables et argiles de Sologne remontant à l’époque Miocène de la période Néogène. La formation la plus récente est des alluvions récentes des lits mineurs remontant à l’époque Holocène de la période Quaternaire. Le descriptif de ces couches est détaillé dans  les feuilles « n°364 - Bellegarde-du-Loiret » et « n°399 - Châteauneuf-sur-Loire » de la carte géologique au 1/50 000ème du département du Loiret, et leurs notices associées,.

Carte géologique de la commune.

|  | Fz : | alluvions récentes des lits mineurs, Holocène                                                     |
|  | FC : | alluvions et colluvions du fond des vallées secondaires, Holocène                                 |
|  | Fy : | alluvions récentes des levées et montilles de la Loire et des basses terrasses du Loing, Holocène |
|  | Fw : | alluvions de haute terrasse de la Loire, Pléistocène (Riss), terrasse +10 -15 m                   |

|  | qN : | sables et galets éoliens, Quaternaire |

|  | m3-p1SASo : | sables et argiles de Sologne, Langhien supérieur à Pliocène inférieur |

#### Relief
La superficie cadastrale de la commune publiée par l’Insee, qui sert de références dans toutes les statistiques, est de 38,97 km2,. La superficie géographique, issue de la BD Topo, composante du Référentiel à grande échelle produit par l'IGN, est quant à elle de 38,89 km2. Son relief est relativement plat puisque la dénivelée maximale atteint 33 mètres. L'altitude du territoire varie entre 106 m et 139 m.

### Hydrographie
La Bonnée, affluent de la Loire et le Milourdin traversent le territoire de la commune.

### Climat
Pour des articles plus généraux, voir Climat du Centre-Val de Loire et Climat du Loiret.
En 2010, le climat de la commune est de type climat océanique dégradé des plaines du Centre et du Nord, selon une étude du CNRS s'appuyant sur une série de données couvrant la période 1971-2000. En 2020, Météo-France publie une typologie des climats de la France métropolitaine dans laquelle la commune est exposée à un climat océanique altéré et est dans une zone de transition entre les régions climatiques « Moyenne vallée de la Loire » et « Centre et contreforts nord du Massif Central ».
Pour la période 1971-2000, la température annuelle moyenne est de 10,7 °C, avec une amplitude thermique annuelle de 15,6 °C. Le cumul annuel moyen de précipitations est de 696 mm, avec 10,5 jours de précipitations en janvier et 7,3 jours en juillet. Pour la période 1991-2020, la température moyenne annuelle observée sur la station météorologique de Météo-France la plus proche, sur la commune de Saint-Benoît-sur-Loire à 6 km à vol d'oiseau, est de 12,0 °C et le cumul annuel moyen de précipitations est de 687,0 mm,. Pour l'avenir, les paramètres climatiques de la commune estimés pour 2050 selon différents scénarios d'émission de gaz à effet de serre sont consultables sur un site dédié publié par Météo-France en novembre 2022.

### Milieux naturels et biodiversité

#### Sites Natura 2000
Le réseau Natura 2000 est un réseau écologique européen de sites naturels d’intérêt écologique élaboré à partir des Directives «Habitats » et «Oiseaux ». Ce réseau est constitué de Zones Spéciales de Conservation (ZSC) et de Zones de Protection Spéciale (ZPS). Dans les zones de ce réseau, les États Membres s'engagent à maintenir dans un état de conservation favorable les types d'habitats et d'espèces concernés, par le biais de mesures réglementaires, administratives ou contractuelles. L'objectif est de promouvoir une gestion adaptée des habitats tout en tenant compte des exigences économiques, sociales et culturelles, ainsi que des particularités régionales et locales de chaque État Membre. les activités humaines ne sont pas interdites, dès lors que celles-ci ne remettent pas en cause significativement l’état de conservation favorable des habitats et des espèces concernés,.
Les sites Natura 2000 présents sur le territoire communal de Saint-Martin-d'Abbat sont au nombre de trois.

##### Sites d'importance communautaire (Directive "Habitats")
| Numéro    | Type | Nom                                                 | Arrêté                  | Localisation                                                 |
| --------- | ---- | --------------------------------------------------- | ----------------------- | ------------------------------------------------------------ |
| FR2400524 | SIC  | Forêt d’Orléans et périphérie                       | Arrêté du 20 août 2014  | Un noyau est localisé dans la partie nord-est de la commune. |
| FR2400528 | SIC  | Vallée de la Loire de Tavers à Belleville-sur-Loire | Arrêté du 13 avril 2007 | Frange sud de la commune.                                    |

Le site de la « forêt d'Orléans et périphérie », d'une superficie totale de 2 226,40 ha, est morcelé en 38 entités. Celles-ci, de tailles variables (de 0,9 à 347 ha), sont disséminées sur les 3 massifs et leurs périphéries. Au cours de la réalisation du document d'objectifs, à la suite des inventaires de terrain, l'absence d'habitat ou habitat d'espèce d'intérêt communautaire dans certaines entités a conduit à la proposition de leur suppression (13 entités concernées, pour une surface totale de 207,90 ha).  L'intérêt du site réside dans la qualité des zones humides (étangs, tourbières, marais, mares), la grande richesse floristique, avec un intérêt élevé pour les bryophytes, les lichens et les champignons. 17 habitats naturels d’intérêt communautaire sont répertoriés sur le site qui présente aussi un intérêt faunistique, notamment l’avifaune, les chiroptères, les amphibiens et les insectes. Ce site présente une faible vulnérabilité dans les conditions actuelles de gestion ; il s’agit en effet de parcelles de forêt domaniale dont la gestion actuelle n’induit pas de contraintes particulières pour les espèces citées. Certaines comme le balbuzard pêcheur font l’objet d’une surveillance. D’autres espèces justifieraient un suivi, comme le sonneur à ventre jaune, l’aigle botté, la pie-grièche écorcheur.
Le site de la « Vallée de la Loire de Tavers à Belleville-sur-Loire », d'une superficie de 7 120 ha, concerne 51 communes. La délimitation de ce site Natura 2000 est très proche de celle correspondant à la Directive Oiseaux. L'intérêt majeur du site repose sur les milieux ligériens liés à la dynamique du fleuve, qui hébergent de nombreuses espèces citées en annexe II de la directive Habitats.

##### Zones de protection spéciale (Directive "Oiseaux")
| Numéro    | Type | Nom             | Arrêté                     | Localisation                           |
| --------- | ---- | --------------- | -------------------------- | -------------------------------------- |
| FR2410018 | ZPS  | Forêt d’Orléans | Arrêté du 23 décembre 2003 | Dans la partie nord-est de la commune. |

Le site de la « forêt d'Orléans » s'étend du nord-est de l'agglomération orléanaise jusqu'aux portes de Gien, suivant un arc de cercle d'une soixantaine de kilomètres de long et d'une largeur variant de 2 à 15 km environ. Cet ensemble forestier quasi continu est majoritairement domanial. La forêt domaniale est constituée de trois massifs distincts, de l'ouest vers l'est, les massifs d'Orléans, Ingrannes et Lorris (communément considéré en deux sous-massifs : Lorris-Châteauneuf et Lorris-Saint-Martin-d'Abbat), en périphérie desquels se trouvent d'autres parcelles forestières. La surface globale des trois massifs domaniaux est de 34 500 hectares. D'une surface totale de 32 177 ha, le site est constitué de deux grandes entités couvrant la presque intégralité des massifs forestiers domaniaux d'Ingrannes et de Lorris. Ces deux grandes entités englobent également d'autres parcelles forestières, ainsi que des étangs, en périphérie, de même que la grande « clairière » de Sully-la-Chapelle, Ingrannes et Seichebrières incluse dans le massif d'Ingrannes. Ce site présente un grand intérêt ornithologique notamment avec la nidification du balbuzard pêcheur, de l'aigle botté, du circaète Jean-le-Blanc, de la bondrée apivore, du busard Saint-Martin, de l'engoulevent d'Europe, des pics noir, mar et cendré, de l'alouette lulu et de la fauvette pitchou. Les étangs constituent par ailleurs des sites d'étape migratoire importants pour différentes espèces.

Sélection de représentants de l'avifaune de la zone Natura 2000 « Forêt d'Orléans».
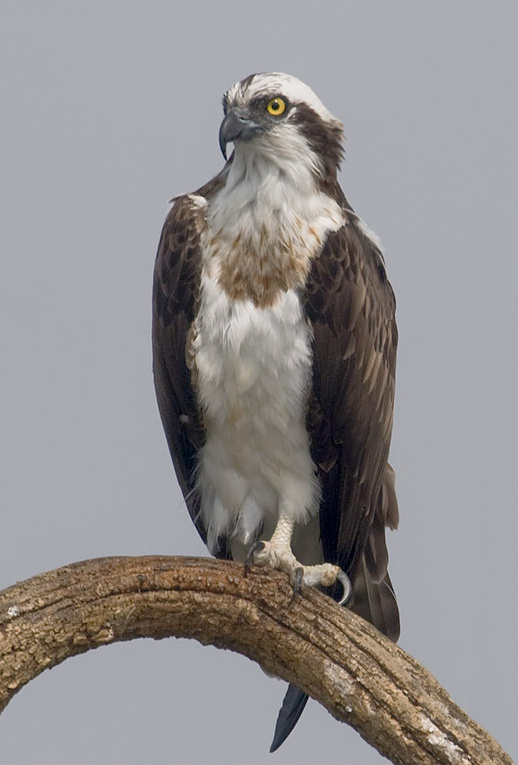
Balbuzard pêcheur
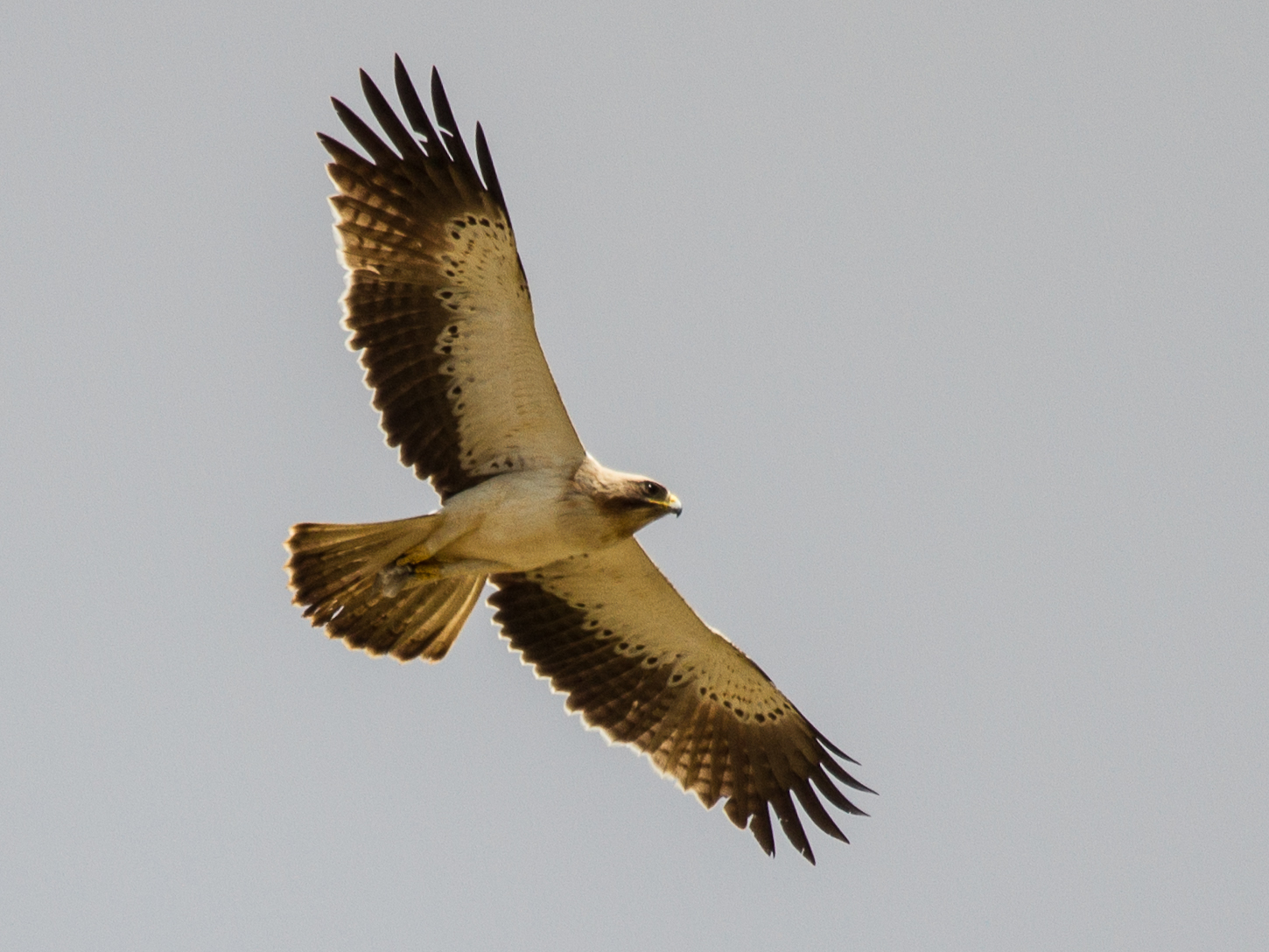
Aigle botté en vol
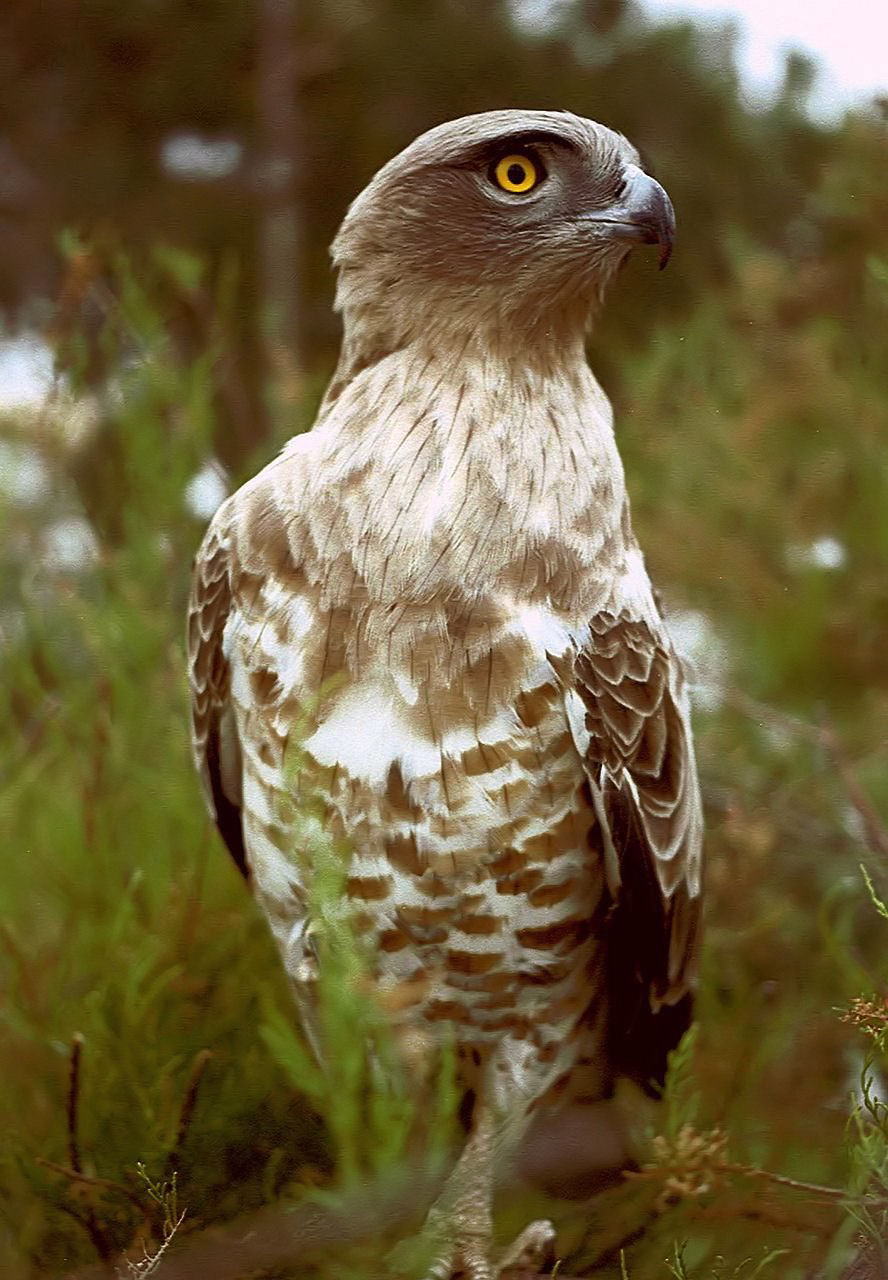
Circaète Jean-le-Blanc
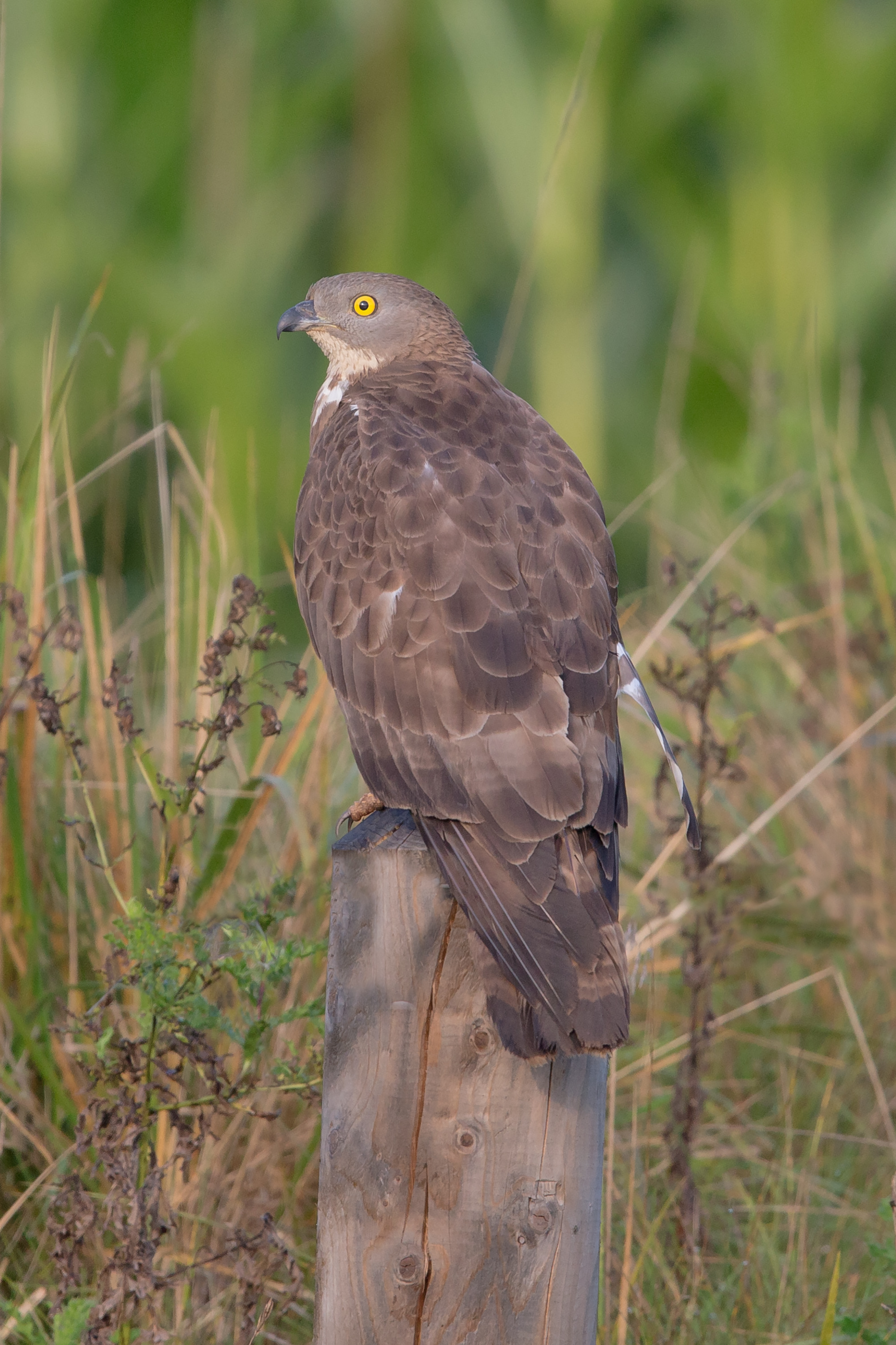
Bondrée apivore
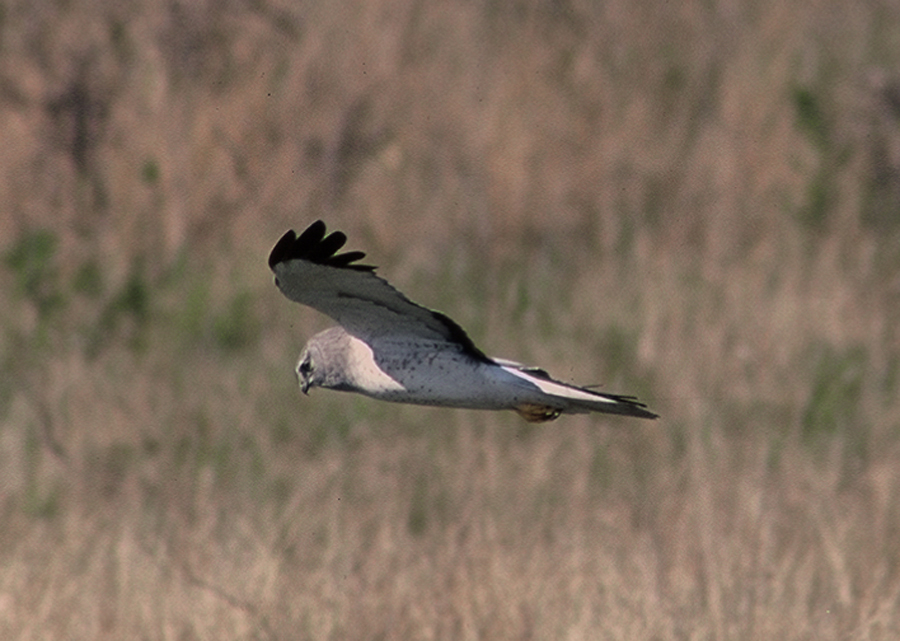
Busard Saint-Martin
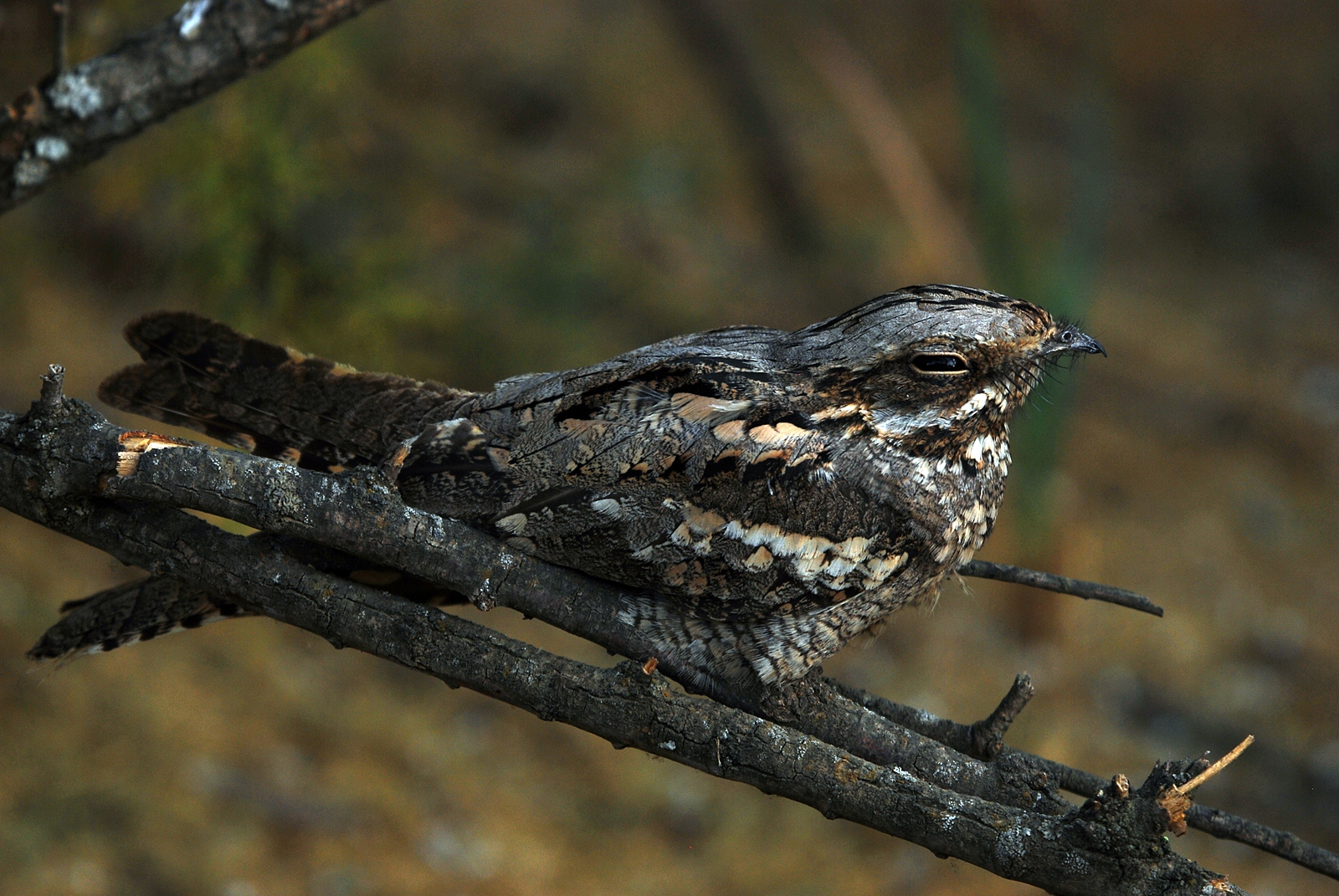
Engoulevent d'Europe
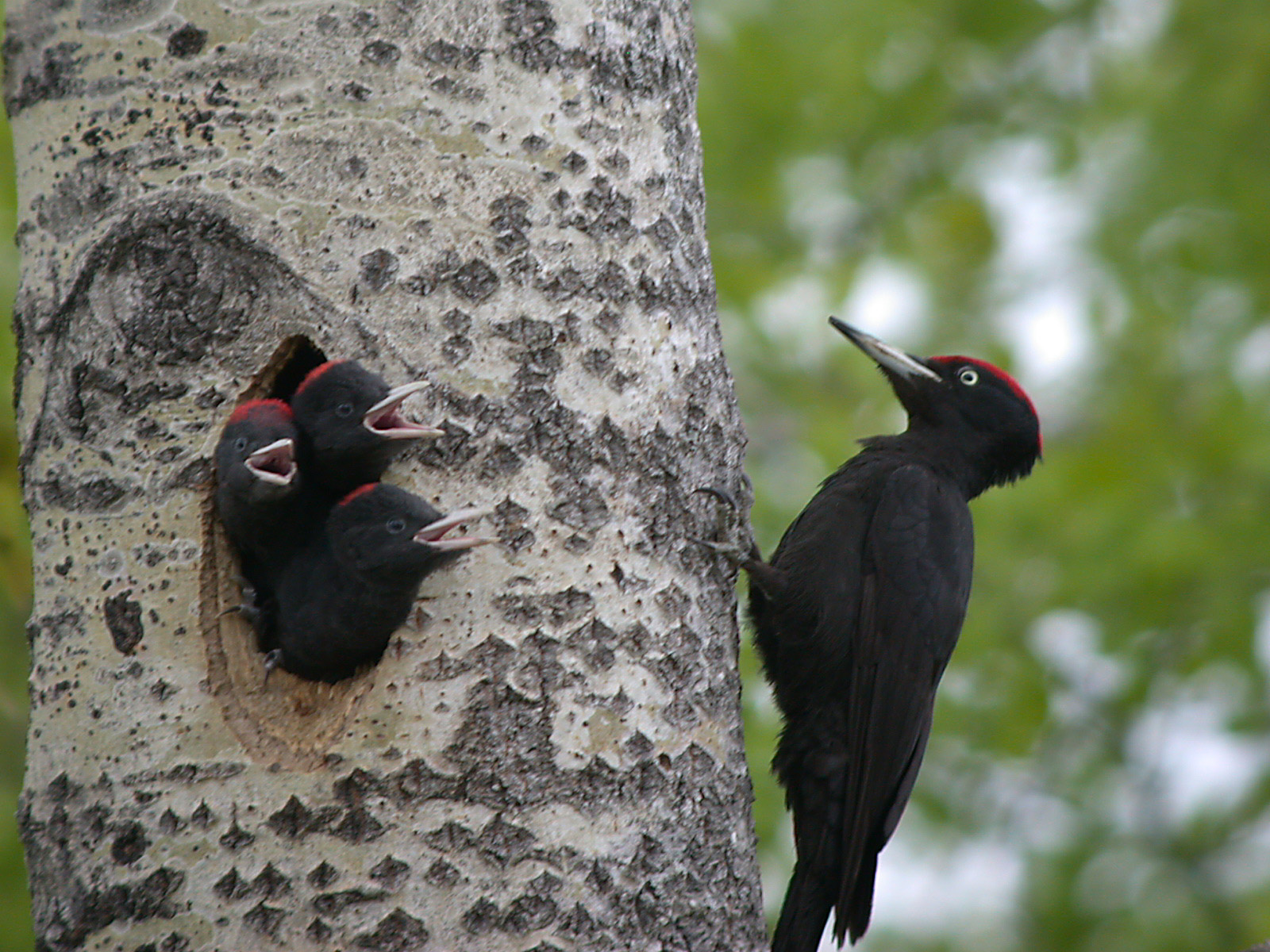
Pic noir

#### Zones nationales d'intérêt écologique, faunistique et floristique
L’inventaire des zones naturelles d'intérêt écologique, faunistique et floristique (ZNIEFF) a pour objectif de réaliser une couverture des zones les plus intéressantes sur le plan écologique, essentiellement dans la perspective d’améliorer la connaissance du patrimoine naturel national et de fournir aux différents décideurs un outil d’aide à la prise en compte de l’environnement dans l’aménagement du territoire. Le territoire communal de Saint-Martin-d'Abbat comprend cinq ZNIEFF.

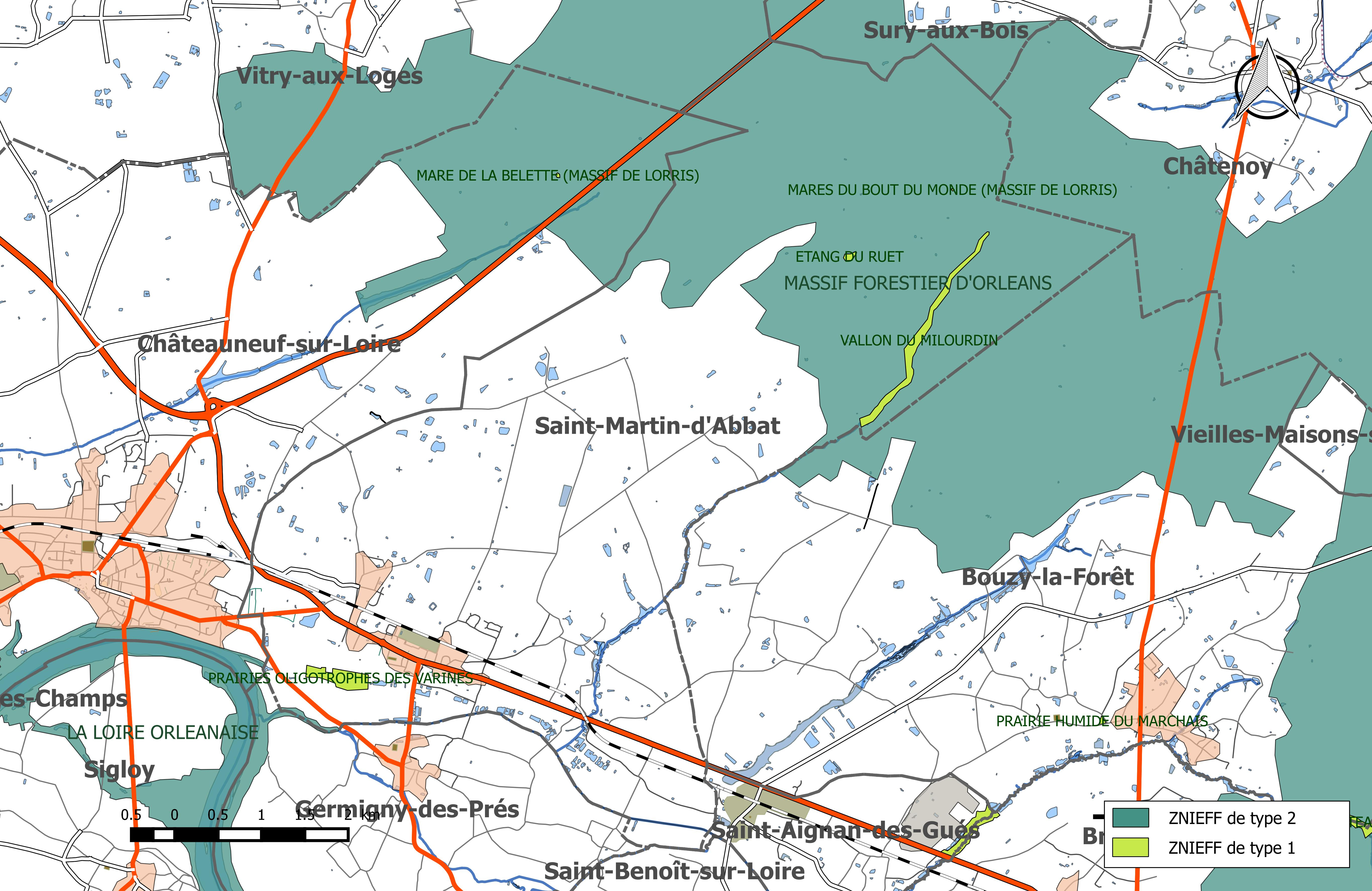
Carte des ZNIEFF de la commune et de ses abords.

| Désignation                                   | Type   | Superficie      | Description |
| --------------------------------------------- | ------ | --------------- | --- |
| « Étang du Ruet »                             | type 1 | 0,92 hectare    | L'étang du Ruet se situe dans le massif de Lorris, en forêt domaniale d'Orléans. Son altitude varie entre 135 et 150 m. Le principal intérêt de ce plan d'eau est lié à la présence de flûteau nageant (Luronium natans ), plante aquatique rare en région Centre, inscrite à l'annexe II de la directive Habitats. On y observe également la Pilulaire ou "Boulettes d'eau" (Pilularia globulifera), également protégée en région Centre. |
| « Massif forestier d'Orléans »                | type 2 | 36 086 hectares | La ZNIEFF s'étend sur 37 communes, dont Dampierre-en-Burly, et se superpose pour la commune à la zone Natura 2000 de même nom. Son altitude varie entre 126 et 174 m. La forêt d'Orléans repose pour l'essentiel sur des terrains de nature comparable à celle des terrains de la Sologne (Burdigalien) épandus sur le coteau de Beauce. Les formations végétales sont donc plutôt acidoclines à acidiphiles avec des secteurs secs et d'autres très humides. L'intérêt dépasse les contours complexes du massif domanial et s'étend également aux lisières et enclaves privées qui le prolongent. |
| « Mares du Bout du monde (massif de Lorris) » | type 1 | 0,05 hectare    | Ce plan d'eau se situent en forêt domaniale d'Orléans dans le massif de Lorris, dans le haut bassin versant du Milourdin. Il est distant de plus de 7 km au nord-est du bourg de Saint-Martin-d'Abbat. Son altitude est de 130 m. La mare est une réserve de défense de la forêt contre les incendies (DFCI). Elle abritait en 2004 une très belle population (environ 1 000 individus) de flûteau nageant (Luronium natans), espèce d'intérêt européen (inscrite à l'annexe II de la directive Habitats). |
| « Prairies oligotrophes des Varines »         | type 1 | 11,68 hectares  | La zone est constituée de trois parcelles gérées par fauchage. Son altitude est de 109 m. Différentes espèces patrimoniales sont présentes comme la Renoncule à feuilles d’ophioglosse (Ranunculus ophioglossifolius), espèce protégée au niveau national qui n'est connue que dans deux communes dans le Loiret et donne une valeur exceptionnelle à ce site. Elle est accompagnée par la gratiole officinale (Gratiola officinalis), aussi protégée au niveau national. Sont également présentes deux orchidées protégées au niveau régional : l'orchis à fleurs lâches (Orchis laxiflora) et l'Orchis de mai (Dactylorhiza fistulosa), espèces encore répandues dans le Loiret mais en nette régression. |
| « Vallon du Milourdin »                       | type 1 | 17,72 hectares  | Ce vallon se situe à environ 5 km au nord-Est du bourg de St-Martin-d'Abbat. Son altitude varie entre 109 et 125 m. Il inclut un petit étang et abrite notamment des habitats amphibies pérennes de rives exondées, développés le long du ruisseau du Milourdin dans des dépressions et également autour de l'étang de Milourdin (lorsque le niveau d'eau est bas). Des petites taches de landes humides plus ou moins envahies par la Molinie se développent également çà et là. Ces milieux sont entourés par de la chênaie acidiphile. Dix espèces déterminantes dont quatre protégées ont été observées sur la zone.                                                                                    |

#### Site du conservatoire d'espaces naturels (CEN) de la région Centre
Créé en 1990, a l'initiative du milieu naturaliste, le Conservatoire du patrimoine naturel de la région Centre (CPNRC), devenu Conservatoire d’Espaces Naturels (CEN) de la région Centre, s'est donné pour mission la sauvegarde des milieux naturels les plus remarquables pour leur faune, leur flore, leur qualité paysagère ou géologique. 17 sites sont inscrits dans le département du Loiret, dont le site des Varinnes sur la commune de Saint-Martin-d'Abbat.
Ce site d'une superficie de 25 ha, est localisé À 0,6 km au sud-ouest de Saint-Martin-d'Abbat.,au nord de la RD 60 reliant Germiny-des-Prés à Châteauneuf-sur-Loire. Il est formé d'un bocage relictuel de prairies mésophiles et humides occupant une dépression argileuse humide dans le lit majeur de la Loire. Autrefois longuement inondées en hiver, ces prairies sont maintenant drainées par un réseau de fossés jurés. Le pré, au pied du coteau, était pâturé par des moutons et des vaches et n’a jamais été retourné pour la culture. Ceci explique la profusion d’orchidées fleurissant au printemps et qui constituent l'un des intérêts majeurs de ce site.

## Urbanisme

### Typologie
Au 1er janvier 2024, Saint-Martin-d'Abbat est catégorisée petite ville, selon la nouvelle grille communale de densité à sept niveaux définie par l'Insee en 2022.
Elle appartient à l'unité urbaine de Châteauneuf-sur-Loire, une agglomération intra-départementale regroupant deux  communes, dont elle est une commune de la banlieue,,. Par ailleurs la commune fait partie de l'aire d'attraction d'Orléans, dont elle est une commune de la couronne,. Cette aire, qui regroupe 136 communes, est catégorisée dans les aires de 200 000 à moins de 700 000 habitants,.

### Occupation des sols
L'occupation des sols de la commune, telle qu'elle ressort de la base de données européenne d’occupation biophysique des sols Corine Land Cover (CLC), est marquée par l'importance des forêts et milieux semi-naturels (52,8 % en 2018), en augmentation par rapport à 1990 (51,6 %). La répartition détaillée en 2018 est la suivante : 
forêts (50,1 %), terres arables (18,2 %), prairies (14,8 %), zones agricoles hétérogènes (11,2 %), zones urbanisées (3 %), milieux à végétation arbustive et/ou herbacée (2,7 %).
L'évolution de l’occupation des sols de la commune et de ses infrastructures peut être observée sur les différentes représentations cartographiques du territoire : la carte de Cassini (XVIIIe siècle), la carte d'état-major (1820-1866) et les cartes ou photos aériennes de l'IGN pour la période actuelle (1950 à aujourd'hui).

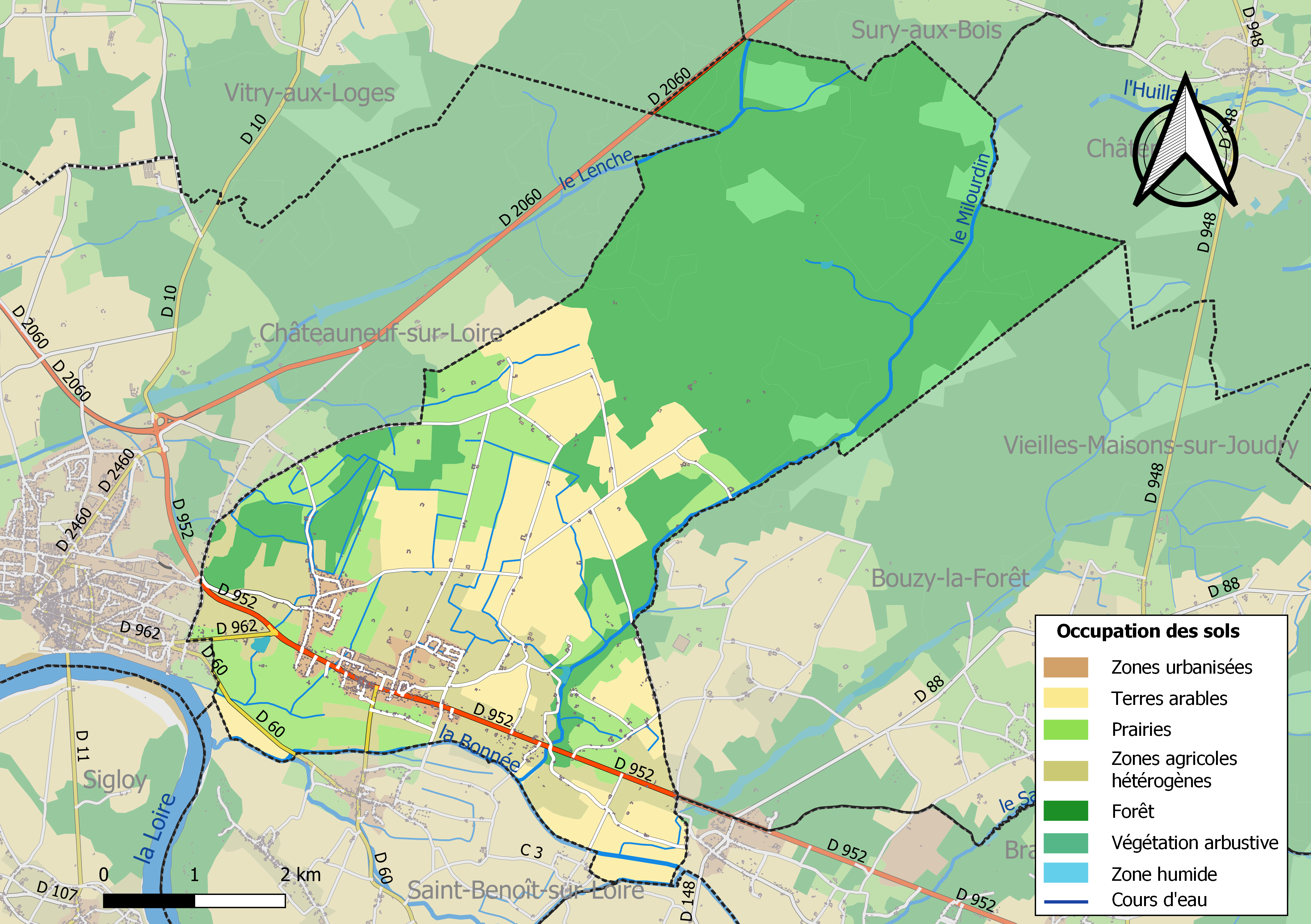
Carte des infrastructures et de l'occupation des sols de la commune en 2018 (CLC).
Carte orthophotographique de la commune en 2016.

### Planification

#### Plan local d'urbanisme
La commune prescrit l'élaboration d'un plan d'occupation des sols en janvier 1984. Le document est approuvé en octobre 1988 puis révisé en mai 2000.
La loi relative à la solidarité et au renouvellement urbains du 13 décembre 2000, dite loi SRU, complétée par la loi urbanisme et habitat du 2 juillet 2003, marque une évolution de la planification urbaine en créant notamment les plans locaux d’urbanisme (PLU), vecteurs de projets de territoire, appelés à se substituer progressivement aux plans d’occupation des sols. Le PLU contient deux éléments nouveaux par rapport au POS : le plan d'aménagement et de développement durable (PADD), qui exprime le projet de la ville par des orientations générales en matière d'urbanisme, de développement, d'équipement et de préservation de l'environnement et les orientations d'aménagement et de programmation (OAP) qui correspondent à des zooms qui peuvent porter sur des quartiers ou secteurs à mettre en valeur, réhabiliter, restructurer ou aménager, ou sur l'aménagement d'un espace public, etc. Dans ce cadre le conseil municipal prescrit la révision du Plan
d’occupation des sols et sa transformation en plan local d'urbanisme le 16 avril 2012. Après une enquête publique qui se déroule en novembre 2015, le document est approuvé le 26 janvier 2016,.

#### Documents d'orientations intercommunaux
La commune est membre du pays Forêt d'Orléans - Val de Loire, qui regroupe 32 communes. En 2012 les Pays Forêt d'Orléans Val de Loire, Loire Beauce et Sologne Val-sud sont les seuls territoires du département du Loiret ne disposant pas de schéma de cohérence territoriale (SCoT). Compte tenu  de l'intérêt de cet outil pour l'avenir des territoires, les élus de ces pays décident d'engager une démarche commune d'élaboration de SCoT. Le comité syndical du Pays Forêt d'Orléans - Val de Loire décide de prendre le 8 octobre 2015 la compétence « élaboration, gestion et suivi du Schéma de Cohérence Territoriale » et, après avis favorable conforme des différentes communes membres (le 8 décembre 2015 pour Saint-Martin-d'Abbat), le préfet approuve la modification des statuts en ce sens le 19 février 2016. Les trois SCoT sont lancés officiellement et simultanément à La Ferté-Saint-Aubin le 21 juin 2014, l'assistance à maîtrise d'ouvrage étant confiée à un seul bureau d'études. Après étude et concertation de 2014 à 2017, le document doit être approuvé en 2018.

### Voies de communication et transports

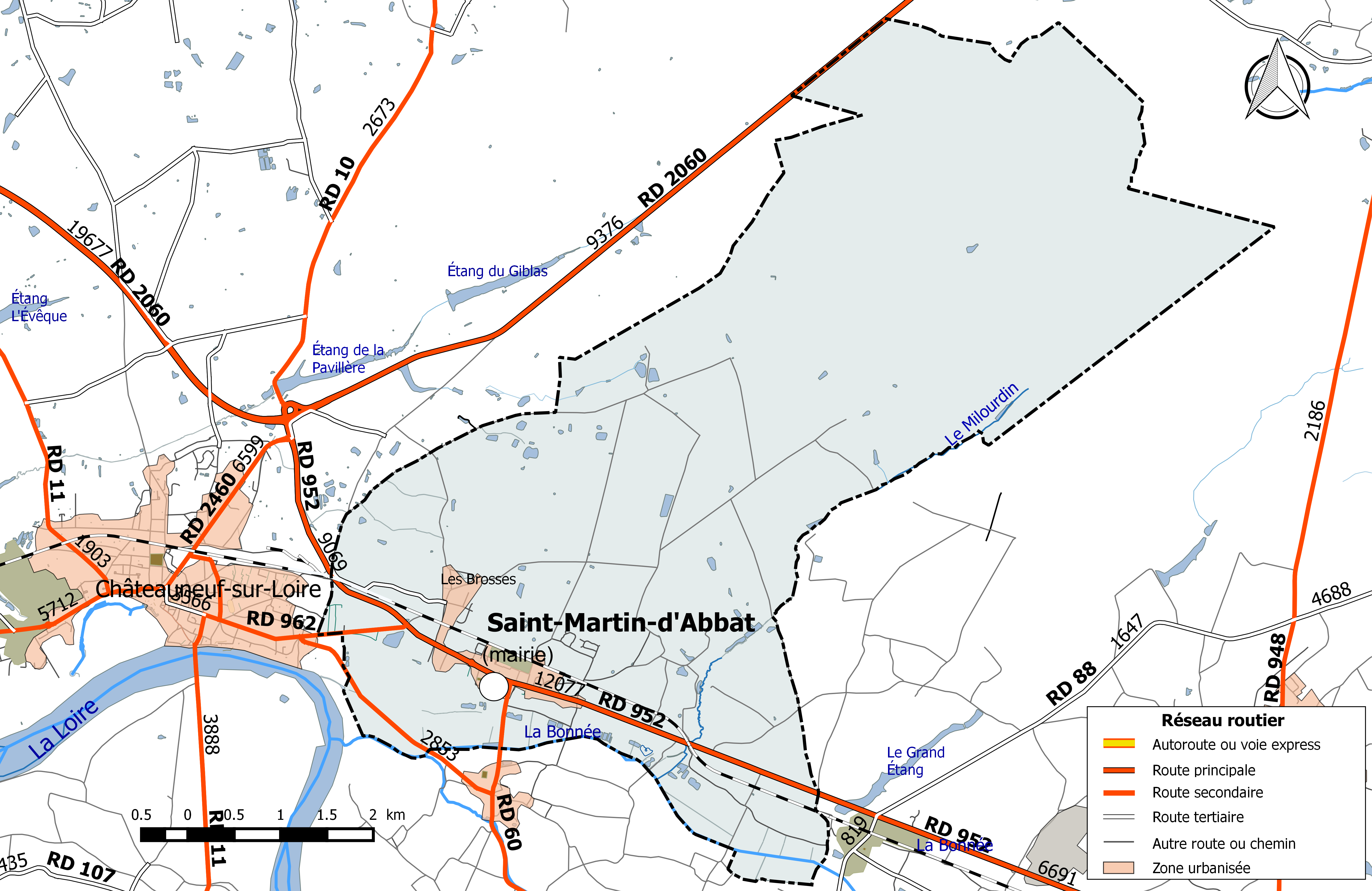
Réseau routier principal de la commune de Saint-Martin-d'Abbat (avec indication du trafic routier 2014).

#### Infrastructures routières
La commune est traversée par trois routes départementales : la RD 952 (12 077 véhicules/jour en 2014 dans le bourg), qui relie Briare à Châteauneuf-sur-Loire, la RD 962 (3 566 véhicules/jour), qui relie le bourg à Châteauneuf-sur-Loire et la RD 60 (2 853 véhicules/jour), qui relie Saint-Père-sur-Loire à Châteauneuf-sur-Loire et est construite sur une levée de la Loire.
Complétant ces voies, la commune est sillonnée de plusieurs voies communales et chemins ruraux  desservant ses fermes et hameaux et les bourgs environnants.

#### Transports en commun
En 2016, la commune est desservie par la ligne 3 du réseau Ulys, le réseau interurbain de transport par autocar du Conseil départemental du Loiret. Cette ligne relie Bonny-sur-Loire - Briare - Gien - Châteauneuf-sur-Loire - Orléans. Des correspondances SNCF sont assurées dans les gares d'Orléans, Montargis et Gien. À compter du 1er janvier 2017, la compétence des services de transports routiers interurbains, réguliers et à la demande est transférée des départements aux régions, et donc localement du département du Loiret à la région Centre-Val de Loire, consécutivement à la loi NOTRe du 7 août 2015.

#### Infrastructures ferroviaires
La ligne ferroviaire Orléans - Gien traverse le territoire de la commune.

### Risques naturels et technologiques majeurs
La commune de Saint-Martin-d'Abbat est vulnérable à différents aléas naturels : inondations (par débordement de la Loire ou de ruisseaux), climatiques (hiver exceptionnel ou canicule), mouvements de terrains ou sismique. Elle est également exposée à un risque technologique : le transport de matières dangereuses. 
Entre 1999 et 2016, trois arrêtés ministériels portant ou ayant porté reconnaissance de catastrophe naturelle ont été pris pour le territoire de la commune de Saint-Martin-d'Abbat dont deux pour des inondations et coulées de boue.

#### Risque d'inondation

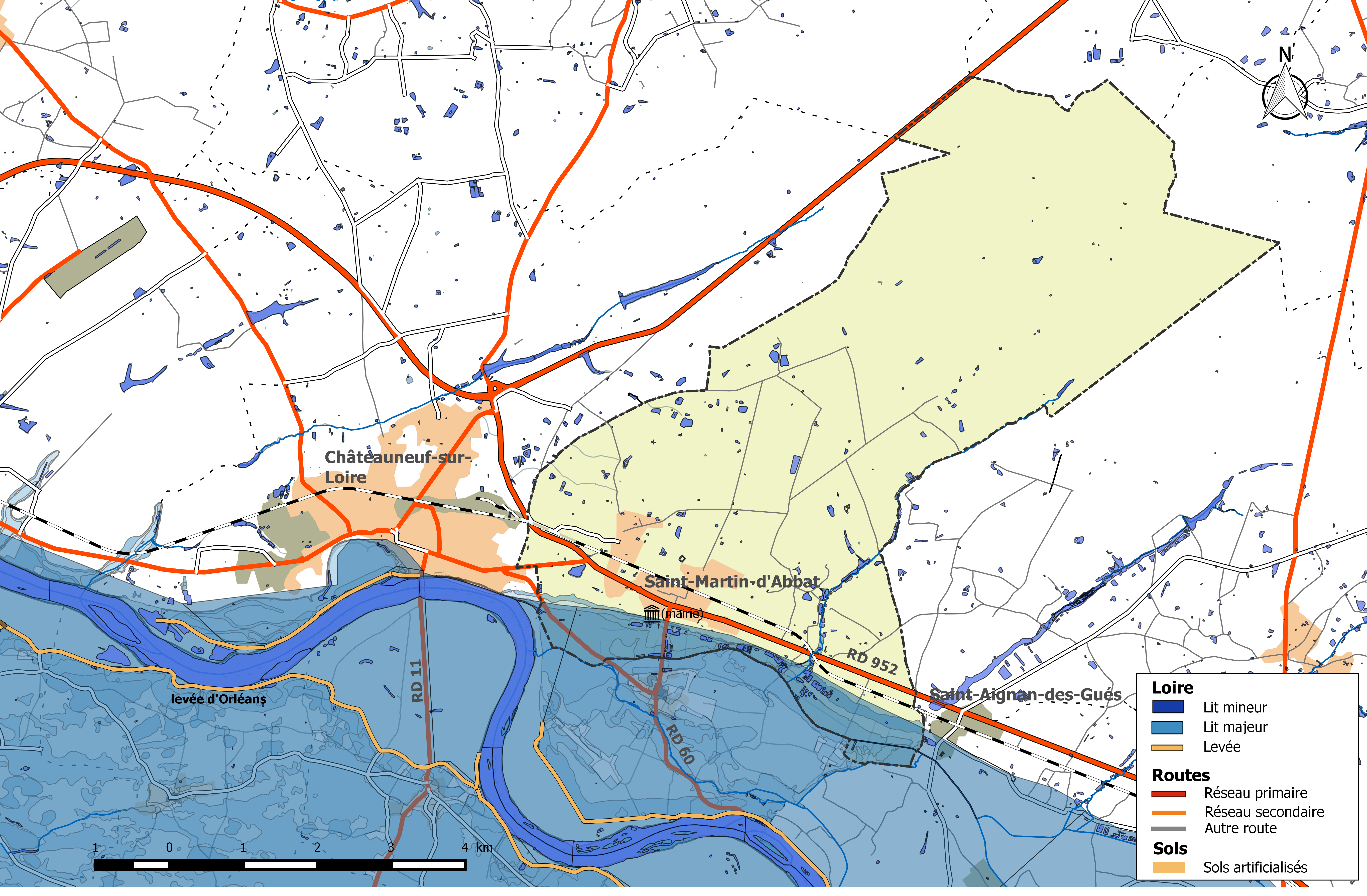
Zone inondable de la commune de Saint-Martin-d'Abbat.

La Loire est à l'origine des dégâts les plus importants sur la commune en cas de crue majeure. Les crues historiques sont celles de 1846, 1856, 1866 et 1907. Aucune crue n'a atteint depuis 1907 les hauteurs atteintes lors de ces événements catastrophiques.
La zone inondable de la commune de Saint-Martin-d'Abbat couvre une surface de 313 hectares, soit 8 % du territoire communal, et se répartit en 232 ha en espaces agricoles, 13 ha en eau, 51 ha en espaces naturels et 17 ha en surfaces urbanisées.  53 personnes résident dons cette zone. Elle fait partie du val d'Orléans qui s’étend sur 33 km de longueur, du hameau de Bouteille à l’amont au confluent du Loiret à l’aval. Ce val est protégé par une levée en terre, la levée d'Orléans, de 45 km de longueur, interrompue à 3,5 km environ en amont du confluent du Loiret. Il est inondé par le remous de la Loire dans la confluence du Loiret dès les premières crues simulées. Cette levée a été renforcée sur toute sa longueur. Le niveau de protection historique est celui visé par la construction du déversoir de Jargeau, aménagé à la fin du XIXe siècle à l'emplacement des brèches qui s'étaient produites en 1846, 1856 et 1866 et conçu initialement pour fonctionner au-delà de la cote de Loire à l'échelle d'Orléans proche de 6 m (crue de 1825, n'ayant pas occasionné de brèches). Les lignes d’eau en crue ont toutefois beaucoup changé depuis du fait de l’évolution morphologique du lit de la Loire, conséquence des ouvrages de navigation qui ont été réalisés au XIXe siècle et de l’extraction massive de matériaux en deuxième partie du XXe siècle. Le déversoir ne remplit donc plus sa fonction de protéger la levée d’Orléans des surverses, et il ne permet plus de définir l’objectif de protection du système d’endiguement.
L'analyse menée dans le cadre de l'étude de danger des digues, montre qu'aujourd'hui, le niveau de protection apparent de la levée est associé à une crue de période de retour d'environ 200 ans, soit une hauteur d'eau à l'échelle d'Orléans estimée à 5,75 m. Les zones de surverses probables mises en évidence se situent de l'amont vers l'aval, à Guilly, Sigloy et Saint-Denis-en-Val (lieu-dit de Château Lumina). Par ailleurs, ces études montrent aussi que des défaillances avant dépassement des ouvrages sont probables, en particulier à Guilly, Sigloy et Saint-Pryvé-Saint-Mesmin. Pour le secteur de Guilly, la probabilité de rupture n'est plus négligeable dès la crue de période de retour de 70 ans, soit une cote d'environ 4,60 m à l'échelle d'Orléans. Cette cote définit le niveau de sûreté actuel de la digue d'Orléans et correspond au seuil de déclenchement du plan d'évacuation massive de l'agglomération d'Orléans en cas de crue.
Le risque d'inondation est pris en compte dans l'aménagement du territoire de la commune par le biais du Plan de prévention du risque inondation (PPRI) du val d'Orléans - val amont, approuvé le 20 janvier 2015. Deux nouveaux types de zones sont apparues par rapport au précédent PPRI, plus restrictives pour une meilleure protection des usagers : la zone de dissipation d'énergie (ZDE) et la zone d'expansion de crue (ZEC). Dans la ZDE, située immédiatement à l’arrière des levées, qui serait fortement affectée en cas de brèche ou de rupture de digue, toute construction nouvelle est interdite. La ZEC quant à elle correspond aux secteurs naturels ou agricoles qu’il convient  de  préserver pour l’étalement des eaux en cas d’inondation et éviter l’accroissement des risques.
Deux documents permettent de définir les modalités de gestion de crise et d'organisation des secours : au niveau départemental, le Dispositif ORSEC départemental spécialisé déclenché en cas d'inondation de la Loire, le plan ORSIL, et au niveau communal le plan communal de sauvegarde.

#### Risque de mouvements de terrain
Le territoire de la commune peut être concerné par un risque d'effondrement de cavités souterraines non connues. Une cartographie départementale de l'inventaire des cavités souterraines et des désordres de surface a été réalisée. Il a été recensé sur la commune plusieurs effondrements de cavités.
Par ailleurs, le sol du territoire communal peut faire l'objet de mouvements de terrain liés à la sécheresse. Le phénomène de retrait-gonflement des argiles est la conséquence d'un changement d'humidité des sols argileux. Les argiles sont capables de fixer l'eau disponible mais aussi de la perdre en se rétractant en cas de sécheresse. Ce phénomène peut provoquer des dégâts très importants sur les constructions (fissures, déformations des ouvertures) pouvant rendre inhabitables certains locaux. Celui-ci a particulièrement affecté le Loiret après la canicule de l'été 2003. Une grande partie nord du territoire de la commune est soumis à un aléa « moyen » face à ce risque, selon l'échelle définie par le Bureau de recherches géologiques et minières (BRGM), le reste est en aléa « faible ».

#### Risque sismique
La totalité du département est classée en zone de sismicité « très faible ». À ce titre aucune réglementation spécifique ne s'applique aux constructions dites « à risque normal ».

#### Transport de matières dangereuses
Le risque de transport de matières dangereuses peut survenir en cas d'accident impliquant une unité mobile (ex. camion) ou une canalisation transportant des matières dangereuses (toxique, inflammable...). Une matière dangereuse est une substance susceptible de présenter un danger et des conséquences graves pour l'homme et son environnement. À Saint-Martin-d'Abbat, les facteurs de risque sont le transport routier empruntant les RD 952 et RD 2060 et le réseau de gaz à haute pression qui traverse la commune.

## Politique et administration

### Découpage territorial

#### Bloc communal: Commune et intercommunalités
La paroisse de Saint Martin d'Abbat acquiert le statut de municipalité avec le  décret du 12 novembre 1789 de l'Assemblée Nationale puis celui de « commune », au sens de l'administration territoriale actuelle, par le décret de la Convention nationale du 10 brumaire an II (31 octobre 1793). Il faut toutefois attendre la loi du 5 avril 1884 sur l'organisation municipale pour qu'un régime juridique uniforme soit défini pour toutes les communes de France, point de départ de l’affirmation progressive des communes face au pouvoir central.
Aucun événement de restructuration majeure du territoire, de type suppression, cession ou réception de territoire, n'a affecté la commune depuis sa création.
La commune est membre de la Communauté de communes des Loges depuis sa création le 24 décembre 1996.

#### Circonscriptions de rattachement
Sous l'Ancien Régime, à la veille des États généraux de 1789, la paroisse de Saint Martin d'Abbat était rattachée sur le plan ecclésiastique à l'ancien diocèse d'Orléans, sur le plan judiciaire au bailliage d'Orléans , sur le plan militaire au gouvernement d'Orléans et sur le plan administratif à la généralité d'Orléans, élection d'Orléans.
La loi du 22 décembre 1789 divise le pays en 83 départements découpés chacun en six à neuf districts eux-mêmes découpés en cantons regroupant des communes. Les districts, tout comme les départements, sont le siège d’une administration d’État et constituent à ce titre des circonscriptions administratives. La commune de Saint Martin d'Abbat  est alors incluse dans le canton de Chateauneuf, le district d'Orléans et le département du Loiret.
La recherche d’un équilibre entre la volonté d’organiser une administration dont les cadres permettent l’exécution et le contrôle des lois d’une part, et la volonté d’accorder une certaine autonomie aux collectivités de base (paroisses, bourgs, villes) d’autre part, s’étale de 1789 à 1838. Les découpages territoriaux évoluent ensuite au gré des réformes visant à décentraliser ou recentraliser l'action de l'État. La régionalisation fonctionnelle des services de l'État (1945-1971) aboutit à la création de régions. L'acte I de la décentralisation de 1982-1983 constitue une étape importante en donnant l'autonomie aux collectivités territoriales, régions, départements et communes. L'acte II intervient en 2003-2006, puis l'acte III en 2012-2015.
Le tableau suivant présente les rattachements, au niveau infra-départemental, de la commune de Saint-Martin-d'Abbat aux différentes circonscriptions administratives et électorales ainsi que l'historique de l'évolution de leurs territoires.
| Circonscription             | Nom                   | Période   | Type                         | Évolution du découpage territorial |
| --------------------------- | --------------------- | --------- | ---------------------------- | --- |
| District                    | Orléans               | 1790-1795 | Administrative               | La commune est rattachée au district d'Orléans de 1790 à 1795,. La Constitution du 5 fructidor an III, appliquée à partir de vendémiaire an IV (1795) supprime les districts, rouages administratifs liés à la Terreur, mais maintient les cantons qui acquièrent dès lors plus d'importance. |
| Canton                      | Chateauneuf           | 1790-1801 | Administrative et électorale | Le 10 février 1790, la municipalité de Saint Martin Dabat est rattachée au canton de Chateauneuf,. Les cantons sont supprimés, en tant que découpage administratif, par une loi du 26 juin 1793, et ne conservent qu'un rôle électoral. Ils permettent l’élection des électeurs du second degré chargés de désigner les députés. Les cantons acquièrent une fonction administrative avec la disparition des districts en 1795. |
| Canton                      | Châteauneuf           | 1801-2015 | Administrative et électorale | Sous le Consulat, un redécoupage territorial visant à réduire le nombre de justices de paix ramène le nombre de cantons dans le Loiret de 59 à 31. Saint Martin Dabat est alors rattachée par arrêté du 9 vendémiaire an X (30 septembre 1801) au canton de Châteauneuf, sous le nom de Saint-Martin-d'Abat,. |
| Canton                      | Châteauneuf-sur-Loire | 2015-     | Électorale                   | La loi du 17 mai 2013 et ses décrets d'application publiés en février et mars 2014 introduisent un nouveau découpage territorial pour les élections départementales. La commune est alors rattachée au nouveau canton de Châteauneuf-sur-Loire. Depuis cette réforme, plus aucun service de l'État n'exerce sa compétence sur un territoire s'appuyant sur le nouveau découpage cantonal. Le canton a disparu en tant que circonscription administrative de l'État ; il est désormais uniquement une circonscription électorale destinée à l'élection d'un binôme de conseillers départementaux siégeant au conseil départemental. |
| Arrondissement              | Orléans               | 1801-     | Administrative               | Saint-Martin-d'Abat est rattachée à l'arrondissement d'Orléans depuis sa création en 1801,. |
| Circonscription législative | 6e circonscription    | 2010-     | Électorale                   | Lors du découpage législatif de 1986, le nombre de circonscriptions législatives passe dans le Loiret de 4 à 5. Un nouveau redécoupage intervient en 2010 avec la loi du 23 février 2010. En attribuant un siège de député « par tranche » de 125 000 habitants, le nombre de circonscriptions par département varie désormais de 1 à 21,. Dans le Loiret, le nombre de circonscriptions passe de cinq à six. Saint-Martin-d'Abbat, initialement rattachée à la troisième circonscription, est, après 2010, rattachée à la sixième circonscription.                                                                                |

#### Collectivités de rattachement
La commune de Saint-Martin-d'Abbat est rattachée au département du Loiret et à la région Centre-Val de Loire, à la fois circonscriptions administratives de l'État et collectivités territoriales.

### Politique et administration municipales

#### Conseil municipal et maire
Depuis les élections municipales de 2014, le conseil municipal de Saint-Martin-d'Abbat, commune de plus de 1 000 habitants, est élu au scrutin proportionnel de liste à deux tours (sans aucune modification possible de la liste), pour un mandat de six ans renouvelable. Il est composé de 19 membres. L'exécutif communal est constitué par le maire, élu par le conseil municipal, parmi ses membres, pour un mandat de six ans, c'est-à-dire pour la durée du mandat du conseil. Joël Turpin est maire depuis 2014.
| Période                                  | Période       | Identité        | Étiquette | Qualité      |
| ---------------------------------------- | ------------- | --------------- | --------- | ------------ |
| avril 1813                               | décembre 1817 | Jean Prudhomme  |           |              |
| avril 1818                               | octobre 1832  | François Lebrun |           | Laboureur    |
| mars 2001                                | mars 2014     | Joël Prudhomme  |           | Agriculteur  |
| mars 2014                                | En cours      | Joël Turpin,    |           | Ancien cadre |
| Les données manquantes sont à compléter. |               |                 |           |              |

## Équipements et services

### Environnement

#### Gestion des déchets
En  2016, la commune est membre du SICTOM de la région de Châteauneuf-sur-Loire, créé en 1976. Celui-ci assure la collecte et le traitement des ordures ménagères résiduelles, des emballages ménagers recyclables  et des encombrants en porte à porte et du verre en points d’apport volontaire. Un réseau de dix déchèteries accueille les encombrants et autres déchets spécifiques (déchets verts, déchets dangereux, gravats, ferraille, cartons…). La déchèterie la plus proche est située sur la commune de Saint-Aignan-des-Gués. L'élimination et la valorisation énergétique des déchets ménagers et de ceux issus de la collecte sélective sont effectuées par le SYCTOM de Gien-Châteauneuf-sur-Loire qui comprend un centre de transfert de déchets ménagers et un centre de stockage de déchets ultimes (CSDU) de classe II à Saint-Aignan-des-Gués ainsi qu'une usine d’incinération des ordures ménagères à Gien-Arrabloy.
Depuis le 1er janvier 2017, la « gestion des déchets ménagers » ne fait plus partie des compétences de la commune mais est une compétence obligatoire de la communauté de communes des Loges en application de la loi NOTRe du 7 août 2015.

#### Production et distribution d'eau
Le service public d’eau potable est une compétence obligatoire des communes depuis l’adoption de la loi du 30 décembre 2006 sur l’eau et les milieux aquatiques. Au 31 décembre 2016, la production et la distribution de l'eau potable sur le territoire communal sont assurées par le syndicat des eaux et de l'Assainissement de Saint-Martin-d'Abbat - Germigny-des-Prés, un syndicat créé en 1972, la commune elle-même.
La loi NOTRe du 7 août 2015 prévoit que le transfert des compétences « eau et assainissement » vers les communautés de communes sera obligatoire à compter du 1er janvier 2020. Le transfert d’une compétence entraîne  de  facto  la  mise  à disposition  gratuite  de  plein droit des biens, équipements et services publics utilisés, à la date du transfert, pour l'exercice de ces compétences et la substitution de la communauté dans les droits et obligations des communes,.

#### Assainissement
La compétence assainissement, qui recouvre obligatoirement la collecte, le transport et l’épuration des eaux usées, l’élimination des boues produites, ainsi que le contrôle des raccordements aux réseaux publics de collecte, est assurée par le Syndicat des Eaux et de l'Assainissement de Saint-Martin-d'Abbat - Germigny-des-Prés, régierégie.
La commune est raccordée à une station d'épuration située sur le territoire communal, mise en service le 1er août 2013 et dont la capacité nominale de traitement est de  2 450 EH, soit 383 m3/jour. Cet équipement utilise un procédé d'épuration biologique dit « à boues activées ». Son exploitation est assurée par Syndicat des eaux et de l'assainissement de Saint,.
L’assainissement non collectif (ANC) désigne les installations individuelles de traitement des eaux domestiques qui ne sont pas desservies par un réseau public de collecte des eaux usées et qui doivent en conséquence traiter elles-mêmes leurs eaux usées avant de les rejeter dans le milieu naturel. En 2016, la communauté de communes des Loges assure le service public d'assainissement non collectif (SPANC), qui a pour mission de vérifier la bonne exécution des travaux de réalisation et de réhabilitation, ainsi que le bon fonctionnement et l’entretien des installations,.

### Enseignement
La commune est située dans l'académie d'Orléans-Tours.

## Population et société

### Démographie
L'évolution du nombre d'habitants est connue à travers les recensements de la population effectués dans la commune depuis 1793. Pour les communes de moins de 10 000 habitants, une enquête de recensement portant sur toute la population est réalisée tous les cinq ans, les populations de référence des années intermédiaires étant quant à elles estimées par interpolation ou extrapolation. Pour la commune, le premier recensement exhaustif entrant dans le cadre du nouveau dispositif a été réalisé en 2007.
En 2022, la commune comptait 1 825 habitants, en évolution de +3,75 % par rapport à 2016 (Loiret : +1,89 %, France hors Mayotte : +2,11 %).
| 1793 | 1800 | 1806 | 1821 | 1831 | 1836 | 1841 | 1846 | 1851 |
| ---- | ---- | ---- | ---- | ---- | ---- | ---- | ---- | ---- |
| 725  | 679  | 686  | 742  | 820  | 831  | 844  | 863  | 901  |

| 1856 | 1861 | 1866  | 1872  | 1876  | 1881 | 1886  | 1891  | 1896 |
| ---- | ---- | ----- | ----- | ----- | ---- | ----- | ----- | ---- |
| 971  | 997  | 1 022 | 1 027 | 1 029 | 993  | 1 041 | 1 006 | 963  |

| 1901 | 1906 | 1911 | 1921 | 1926 | 1931 | 1936 | 1946 | 1954 |
| ---- | ---- | ---- | ---- | ---- | ---- | ---- | ---- | ---- |
| 937  | 875  | 888  | 757  | 714  | 716  | 681  | 627  | 642  |

| 1962 | 1968 | 1975 | 1982 | 1990 | 1999  | 2006  | 2007  | 2012  |
| ---- | ---- | ---- | ---- | ---- | ----- | ----- | ----- | ----- |
| 620  | 624  | 725  | 855  | 968  | 1 222 | 1 484 | 1 521 | 1 695 |

| 2017  | 2022  | - | - | - | - | - | - | - |
| ----- | ----- | - | - | - | - | - | - | - |
| 1 769 | 1 825 | - | - | - | - | - | - | - |

## Culture locale et patrimoine

### Lieux et monuments
L'église Saint-Martin des XVIe et XIXe siècles contient une cloche datée de 1733 classée au titre d'objet des monuments historiques le 19 mars 1943. Elle est desservie par l'Institut du Christ-Roi Souverain Prêtre qui célèbre la messe en latin.

#### Patrimoine mondial de l'Unesco
Le 30 novembre 2000, le Val de Loire, dans son cours moyen de Sully-sur-Loire (Loiret) à Chalonnes-sur-Loire (Maine-et-Loire), est inscrit sur la Liste du patrimoine mondial de l'organisation des Nations unies pour l'éducation, la science et la culture (UNESCO) comme « paysage culturel ». Cette inscription reconnaît au site une « valeur universelle exceptionnelle » fondée sur la densité de son patrimoine monumental, architectural et urbain, l'intérêt du paysage fluvial et la qualité exceptionnelle d’expressions paysagères héritées de la Renaissance et du Siècle des Lumières. Toute altération de la V.U.E. est considérée comme une perte pour la mémoire de l’Humanité. Le préfet de la région Centre, préfet coordonnateur, approuve le plan de gestion pour le Val de Loire patrimoine mondial par arrêté en date du 15 novembre 2012. Trente-cinq communes du Loiret sont concernées, dont Sant-Martin-d'Abbat qui a une frange de son territoire inscrite et le reste en zone tampon.

### Folklore
Le village est célèbre pour l'originalité et la créativité des boîtes aux lettres des particuliers. Depuis 1997, date de lancement du projet à l'initiative de Michel Lafeuille et avec le soutien de la mairie, environ deux-cents boîtes décorées sont présentes dans le village.

### Héraldique
| Blason de Saint-Martin-d'Abbat | Les armes de Saint-Martin-d'Abbat se blasonnent ainsi : De gueules à la croix d'argent cantonnée, au I et au IV, de trois quintefeuilles d'or et, au II et au III, d'une tête de crosse contournée du même. |

## Personnalité liée à la commune
- Marion Sicot, cycliste, née en 1992, a grandi dans la commune[121].

#### Ouvrages
- Louis Marie Prudhomme, Dictionnaire géographique et méthodique de la République française en 120 départements, volume 1, Paris, Louis Marie Prudhomme, 1798, 673 p. (lire en ligne).
- Camille Bloch, Cahiers de doléances du bailliage d'Orléans pour les États généraux de 1789 - tome 1, Orléans, Ministère de l'Instruction publique, 1906 (lire en ligne)
- Camille Bloch, Cahiers de doléances du bailliage d'Orléans pour les États généraux de 1789 - tome 2, Orléans, Ministère de l'Instruction publique, 1907 (lire en ligne)
- Collectif, Loiret : un département à l'élégance naturelle, Paris, Christine Bonneton, 2 septembre 1998, 319 p. (ISBN 978-2-86253-234-9)
- Abbé Patron, Département du Loiret : Dictionnaire des communes, Paris, Comédit, 1991, réédition de 1870 (ISBN 978-2-909112-01-5 et 2-909112-01-2)
- Claude Motte, Isabelle Séguy & Christine Théré, avec la collaboration de Dominique Tixier-Basse, Communes d’hier, communes d’aujourd’hui : Les communes de la France métropolitaine, 1801-2001. Dictionnaire d’histoire administrative, Paris, Institut National d’Études Démographiques,, 2003, 408 p. (ISBN 978-2-7332-1028-4, lire en ligne)

#### Rapports
- Plan de prévention des risques d'inondations dans le Val d'Orléans - val amont : Rapport de présentation, 20 janvier 2015 (lire en ligne)  - Règlement - Carte du zonage réglementaire de Saint-Martin-d'Abbat